# Jasper Blom
Jasper Blom (* 2. Juni 1965 in Geldrop) ist ein niederländischer Jazzmusiker (Tenor- und Sopransaxophon, Komposition).

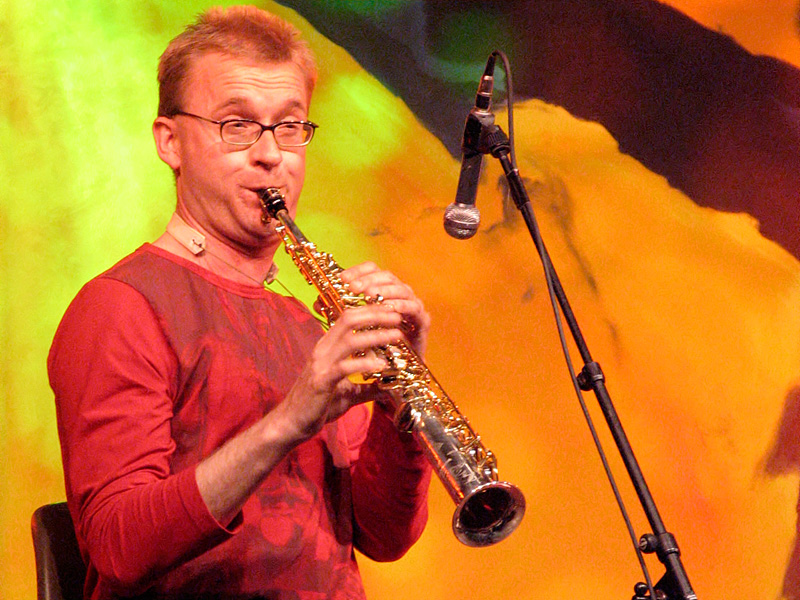
Jasper Blom, Moers Festival 2004

## Leben und Wirken
Blom studierte am Konservatorium von Rotterdam, wo er 1989 mit cum laude abschloss. Er ging dann für ein halbes Jahr nach New York, um Unterricht bei Dave Liebman, Bob Brookmeyer, Greg Osby und Joe Lovano zu nehmen. Nach der Rückkehr aus Nordamerika gründete er 1990 das Quintett Zut Alors!, dem außer ihm Angelo Verploegen, Michael Moore, Tony Overwater und Jo Krause angehörten. Dann gehörte er dem Quintett Five Up High (zunächst mit Benjamin Herman und Juraj Stanik) und dem Doppelquartett von Pierre Courbois an. Weiter trat er mit Musikern wie Lee Konitz, Chet Baker, Nat Adderley, George Duke, Randy Crawford und Conrad Herwig auf.
Daneben leitet er verschiedene eigene Formationen: Seit 2006 besteht das Jasper Blom Quartet (mit Jesse van Ruller, Frans van der Hoeven und Martijn Vink), mit dem er 2007 das Album Statue of Liberty aufnahm, dem 2010, 2012 und 2015 weitere Alben folgten. Weiterhin leitet er das Trio Red, Yellow and Blue (mit Frans van der Hoeven und Martijn Vink), das beim North Sea Jazz Festival 2004 mit Eivind Aarset und beim Jazz International Rotterdam Festival 2006 mit Nelson Veras, Peter Bernstein und Frank Möbus auftrat sowie ein Duo mit dem Pianisten Harmen Fraanje, das auch zum Trio oder zum Quartett erweitert wird. Mit David Berkman führt er das Quartett  Dialect, mit dem Tom Rainey, Matt Wilson, Eric Surménian und Ed Schuller auftraten.
Weiterhin spielt er in einem Improvisations-Trio mit Arnold Dooyeweerd und Flin van Hemmen. Mit Joris Roelofs, Kris Goessens, Clemens van der Feen und Joost Lijbaart bildet er das Ensemble a l'Improviste. Mit dem Denis Gäbel Trio nahm er das Album Keep on Rollin'  auf. Außerdem gehört er dem Sextett von Stefan Lievestro, dem Bläseroktett von Florian Ross, dem Sextett von Pierre Courbois, dem Improvisationsoktett Spinifex, der Band von Fernando Lameirinhas, Corrie van Binsbergens Grote Brokken und der Band Tripod von Francien van Tuinen an. Zudem ist er Mitglied der Big Band von David Kweksilber.

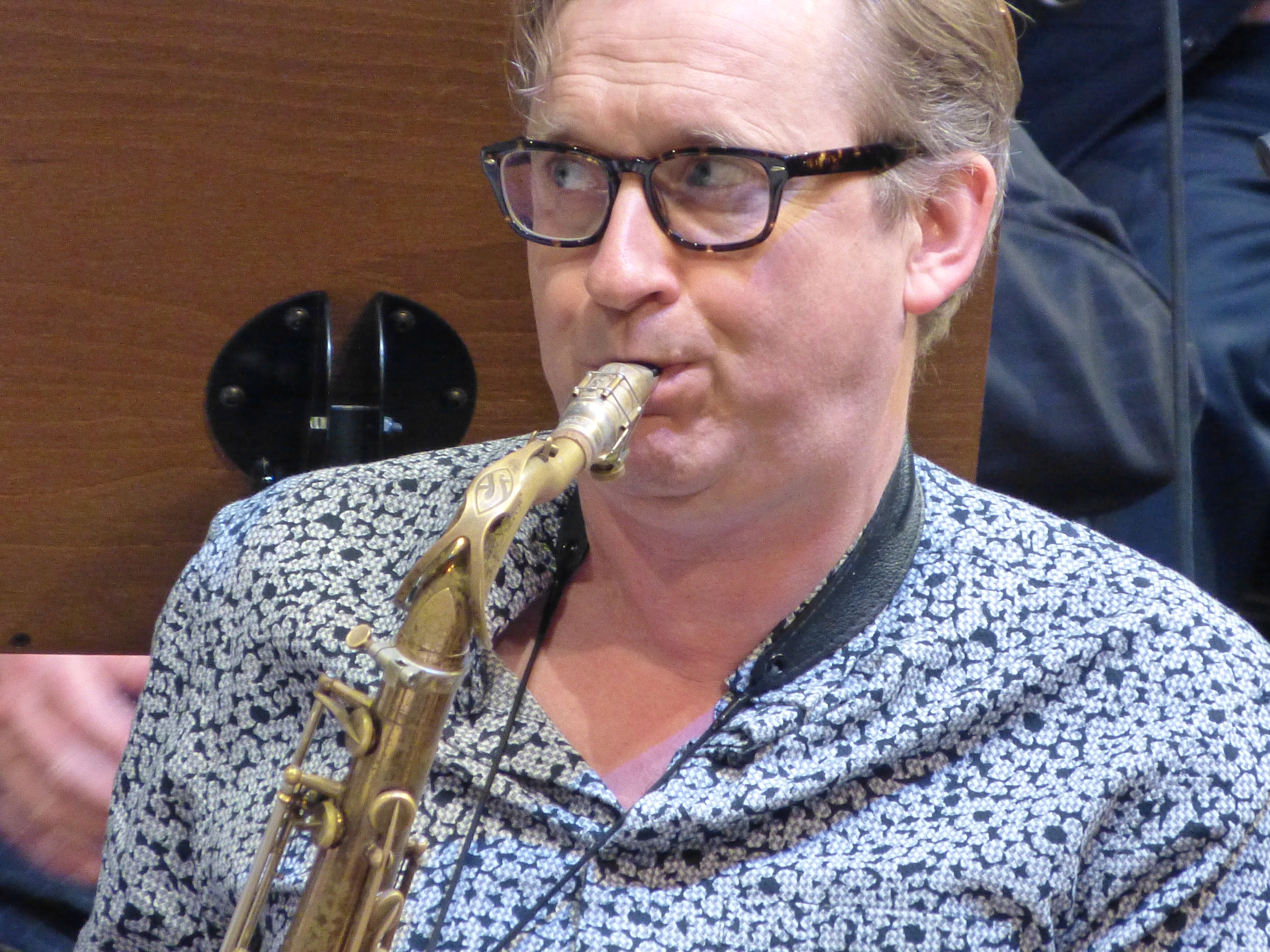
Jasper Blom (2017 beim Kölner Acht-Brücken-Konzert der David Kweksilber Big Band im Funkhaus des WDR)

Blom unterrichtet Jazzsaxophon am Konservatorium Amsterdam. Er wurde zweimal mit dem European Jazz Award ausgezeichnet. 2019 erhielt er den renommiertesten Jazzpreis der Niederlande, den Boy-Edgar-Preis: Er gilt als einer der bedeutendsten Tenor- und Sopransaxophonisten der niederländischen Jazzszene und ist für seine Synthese von Jazz, Pop, Klassik und improvisierter Musik bekannt.

## Diskographische Hinweise
- Five Up High The Deep (A-Records 1997, mit Carolyn Breuer, Jeremy Manasia, Johan Plomp, Joost Patocka)
- Jasper Blom Quartet: Statue of Liberty, (Mainland Records, 2008)
- Jasper Blom Quartet: Dexterity (Mainland Records, 2010)
- Jasper Blom Quartet: Gravity (Mainland Records, 2012)
- Jasper Blom Quartet: Audacity (Mainland Records, 2015)
- Jasper Blom Quartet: Polyphony (Whirlwind Records, 2019; sowie mit Bert Joris und Nils Wogram)
- Pablo Held / Jasper Blom Quartet: Polyphony 3 (Whirlwind, 2023)